# 耶律秃满答儿
耶律秃满答儿（?—?），元朝契丹人，耶律禿花之孙，耶律买住之子。
他开始充当宿卫，后来担任成管军万户。至元十一年（1274年），跟随西川行院忽敦攻打嘉定府（今四川省乐山市），修筑平康寨守卫。次年，跟随汪良臣攻克九顶山，杀死都统，收降嘉定府。跟随忽敦攻下泸州、叙州，围攻重庆府，扼守合江口，抵御宋军。来年，泸州反元，他和汪良臣攻打。至元十五年（1278年）正月，攻克泸州，斩杀守将王世昌、李都统。击败张珏，攻克重庆府。被赐虎符，担任夔路招讨使，历任四川东道宣慰使、同佥四川等处行枢密院事、四川等处行中书省左丞。至元二十四年（1287年）改任四川等处行尚书省左丞、右丞，都元帅，不久去世。